# 17a divisió d'infanteria Pavia
La 17a Divisió d'Infanteria "Pavia" (italià: 17ª Divisione di fanteria "Pavia") va ser una divisió d'infanteria del Regio Esercito italià durant la Segona Guerra Mundial. La Pavia es va formar el 27 d'abril de 1939 i va rebre el nom de la ciutat de Pavia. La Pavia es va classificar com una divisió autotransportable, és a dir, tenia algun transport motoritzat, però no suficient per moure tota la divisió alhora. El Pavia tenia la seva àrea de reclutament i els seus dipòsits de regiment a la Romanya i la seva caserna general a Ravenna. Els seus dos regiments d'infanteria tenien la base a Cesena (27) i Ravenna (28), amb el regiment d'artilleria de la divisió amb base a Ravenna. Poc després de la seva formació la divisió va ser enviada a Sabratha a la Líbia italiana. Va participar en la campanya del desert occidental i va ser destruït durant la segona batalla d'El Alamein.

## Història
Després de la Segona Guerra d'Independència italiana, l'Imperi Austríac va haver de cedir la regió de Llombardia del Regne de Llombardia–Venècia al Regne de Sardenya. Després de prendre el control de la regió, el govern de Sardenya va ordenar al Reial Exèrcit de Sardenya el 29 d'agost de 1859 que aixequés cinc brigades d'infanteria i una brigada de granaders a Llombardia. Posteriorment, l'1 de març de 1860 es va activar la Brigada "Pavia" amb els recentment aixecats els regiments d'infanteria 27 i 28

### Primera Guerra Mundial
La brigada va lluitar al  front italià de la Primera Guerra Mundial. El 20 d'octubre de 1926 la brigada va assumir el nom de XVII Brigada d'Infanteria amb l'11è Regiment d'Infanteria "Casale", el 27è Regiment d'Infanteria "Pavia" i el 28è Regiment d'Infanteria "Pavia". La brigada era el component d'infanteria de la 17a Divisió Territorial de Ravenna, que també incloïa el 26è Regiment d'Artilleria. El 1934 la divisió va canviar el seu nom pel de 27a Divisió d'Infanteria "Rubicone". El 27 d'abril de 1939 la divisió va transferir l'11è Regiment d'Infanteria a la recentment activada 56a Divisió d'Infanteria Casale i en la mateixa data es va dissoldre la XVII Brigada d'Infanteria amb els dos regiments restants sota el comandament directe de la divisió, que va canviar el seu nom a 27a Divisió d'Infanteria "Pavia".

### Segona Guerra Mundial

#### De Tunísia a Tobruk
Després de l'esclat de la Segona Guerra Mundial, la Pavia va ser enviat a Líbia, on va ser estacionada a Sabratha, a l'oest de Trípoli. Durant la invasió italiana de França del 10 al 25 de juny de 1940, la Pavia es va desplegar al llarg de la frontera francesa entre Tunísia i Líbia. Després de la signatura de l'armistici franco-italià signat el 24 de juny de 1940, la Pavia va tornar a la seva guarnició a Gharyan prop de Trípoli i va ocupar les tasques de defensa costanera a la zona de Sabratha-Sorman.
La Pavia no va participar en la invasió d'Egipte el setembre de 1940 i va romandre a la Tripolitània. Quan l'operació britànica Compass va destruir el 10è Exèrcit italià a Egipte, els italians van enviar reforços a l'est de Líbia, inclòs el 26è Regiment d'Artilleria Pavia. El regiment va ser destruït en la batalla de Beda Fomm del 6 al 7 de febrer de 1941 i es va reformar ràpidament transferint els grups d'artilleria motoritzada de la 2a Divisió de Cavalleria "Emanuele Filiberto Testa di Ferro" i la 3a Divisió de Cavalleria "Principe Amedeo Duca d'Aosta" a Líbia.
El març de 1941, la Pavia es va traslladar a Bengasi per a l'ofensiva de l'operació Sonnenblume de l'Eix de març a abril de 1941. Sota el generale de brigata Pietro Zaglio va atacar el 31 de març de 1941 per la carretera Via Balbia des d'Ajdabiya, portant les rereguardes australianes de tornada a Mechili, que per El 6 d'abril estava envoltat. Dos batallons de bersaglieri van donar suport, juntament amb els elements avançats de la 5a Divisió Lleugera alemanya. El 8 d'abril el general Michael Gambier-Parry es va rendir a les forces de l'Eix. Arran del contraatac, elements de la Pavia van ser traslladats a Sirte per defensar un camp d'aviació proper a Wādī Thāmit. Mentrestant, el gruix de les forces de l'Eix va continuar l'avanç arribant a Derna i Martuba el 22 de maig de 1941. Al juny, la Pavia va tornar al front per participar en el setge de Tobruk i es va dedicar repetidament a intensos atacs de sondeig duts a terme per la 9a Divisió australiana.

#### Operació Croat
El 18 de novembre de 1941 va començar l'operació britànica Crusader i el 19 de novembre una columna de tancs britànics va intentar moure's cap a l'oest cap a la pista que pujava des de Bi'r al Ghabī fins a Al Adm, però es va trobar amb la infanteria de la Pavia i es va veure obligat a tornar enrere. El 23 de novembre de 1941 la 70a divisió d'infanteria britànica, recolzada per 60 tancs va trencar la línia de la propera 25a Divisió d'Infanteria "Bologna". La Pavia va ajudar a contenir l'avenç. El 27 de novembre, el 19è Batalló de Nova Zelanda al capdavant de la 6a Brigada de Nova Zelanda, finalment es va enllaçar amb la 70a Divisió d'Infanteria britànica a El Duda, debilitant la posició de la Pavia. Altres atacs britànics van ser llançats contra les posicions de la Pavia del 3 al 4 de desembre de 1941. El 4 de desembre, Rommel va ordenar una retirada fins a la Línia Gazala, que va comportar renunciar a Tobruk. Durant la retirada, la Pavia va fer de rereguarda a l'Adem on va gestionar una defensa breu però competent. L'acció de rereguarda va continuar des del 7 fins al 16 de desembre de 1941. La rereguarda de Pavia va ser aniquilada el 14 de desembre de 1941, quan el 22è Batalló de Nova Zelanda va trobar una resistència feble, a part de dos breus contraatacs, i sota la cobertura de la foscor va prendre la posició de la rereguarda. i 382 presoners italians amb un cost de 3 morts i 27 ferits. El 15 de desembre, el gruix de la Pavia va lluitar a la Línia Gazala contra la 2a Divisió de Nova Zelanda i la Brigada de Fusellers dels Carpats polonesos , aconseguint mantenir la seva línia després d'un mal començament inicial (amb la pèrdua d'uns centenars de presoners), permetent a una forta força blindada italiana i alemanya contraatacar i envair el 1r Batalló, , The Buffs, (Royal East Kent Regiment).
A partir d'aquest moment, la retirada de les forces de l'Eix es va accelerar. El 17 de desembre de 1941, la Pavia va lluitar a Timimi, a 70 km a l'oest de Tobruk, després a la línia Mechili-Derna. La ruta de retirada va passar per Marj, Bengasi i Ajdabiya, arribant finalment a El Agheila el 24 de desembre, al sud-oest de la qual la Pavia va començar a fortificar-se a Bir es Suera a la riba sud d' Al Wādī al Fārigh . En aquest punt, l'avanç britànic es va aturar a causa de problemes logístics després de l'avanç ràpid, donant a les forces de l'Eix un moment tranquil.

#### De Líbia a Egipte
La Pavia va començar a avançar gradualment des de finals de gener de 1942, tornant a les seves posicions inicials de 1941 a l'oest de Tobruk el 26 de maig de 1942. Del 28 al 29 de maig de 1942, la Pavia va ajudar a encerclar les forces britàniques residuals a Tobruk i Gazala. Durant la batalla de Gazala, la Pavia va ser utilitzada per netejar les unitats britàniques, fent-se càrrec de 6.000 presoners aliats el 16 de juny de 1942. El 27 de juny de 1942, la divisió va arribar a Bardia i va continuar avançant cap a Sollum i finalment Sidi Barrani. L'1 de juliol de 1942 la divisió Pavia va arribar a Dayr al Abyaḑ, al sud d'El Alamein. La Pavia va lluitar a la Primera Batalla d'El Alamein com a part del X Cos d'Exèrcit. Durant la fase inicial dels combats, la Pavia va servir de rereguarda per a la 132a Divisió Blindada "Ariete", on va tenir un èxit defensiu aïllat i limitat Uns quants elements de la Pavia juntament amb la 27a Divisió d'Infanteria "Brescia" van fer una defensa tossuda a Ruweisat Ridge la nit del 14 al 15 de juliol, permetent que una força blindada alemanya arribés a temps l'endemà. per lliurar un contraatac contra la infanteria atacant de Nova Zelanda i els blindats britànics. El capità Amalio Stagni i el caporal Ugo Vaia de Pavia van rebre ambdós una medalla de plata al valor militar pel seu lideratge durant l'acció a Ruweisat Ridge. L'avanç de l'Eix es va estancar fins al 30 d'agost de 1942 i els intents d'avançar es van veure obstaculitzats per la disminució dels subministraments de les unitats italianes i per l'enduriment de la resistència britànica.
Durant la Segona Batalla d'El Alamein, un batalló de la Pavia va lluitar al costat de la 185a Divisió de Paracaigudistes "Folgore". El batalló va començar a atacar el 24 d'octubre de 1942, a Qārat al Ḩumaymāt, prenent el control de Naqb al Ralah per sobre de la vora de l'altiplà d'El Diffa, però no va poder mantenir la majoria de l'altiplà després dels contraatacs aliats. Els atacs britànics es van intensificar i el 3 de novembre de 1942 la Pavia va rebre l'ordre de retirar-se de l'altiplà fins a la depressió de Qattara. Al final de la batalla, la Pavia i les altres dues divisions del X Cos van ser abandonades sense transport (la majoria inútils de totes maneres a causa del dur paisatge de la ruta de retirada de la divisió) per la resta de les forces de l'Eix en retirada en el seu camí cap a Fūkah i Mersa Matruh el 4 de novembre de 1942. La Pavia va intentar fer el mateix, però va perdre la seva rereguarda a Deir el Nuss davant les unitats blindades aliades. Com a resultat, la Pavia va patir grans pèrdues durant la marxa cap al Fūkah. A Mersa Matruh, on s'havien reagrupat diversos supervivents de la Pavia, inclòs el seu comandant, les restes de la divisió no van tenir més remei que rendir-se el 7 de novembre de 1942. La divisió de Pavia es va dissoldre oficialment el 25 de novembre de 1942 .

## A la cultura popular
El protagonista del film El Alamein - La linea del fuoco és destinat al 28è regiment de la divisió Pavia, i en segueix la sort que seguí durant la batalla i la posterior retirada.

## Organització

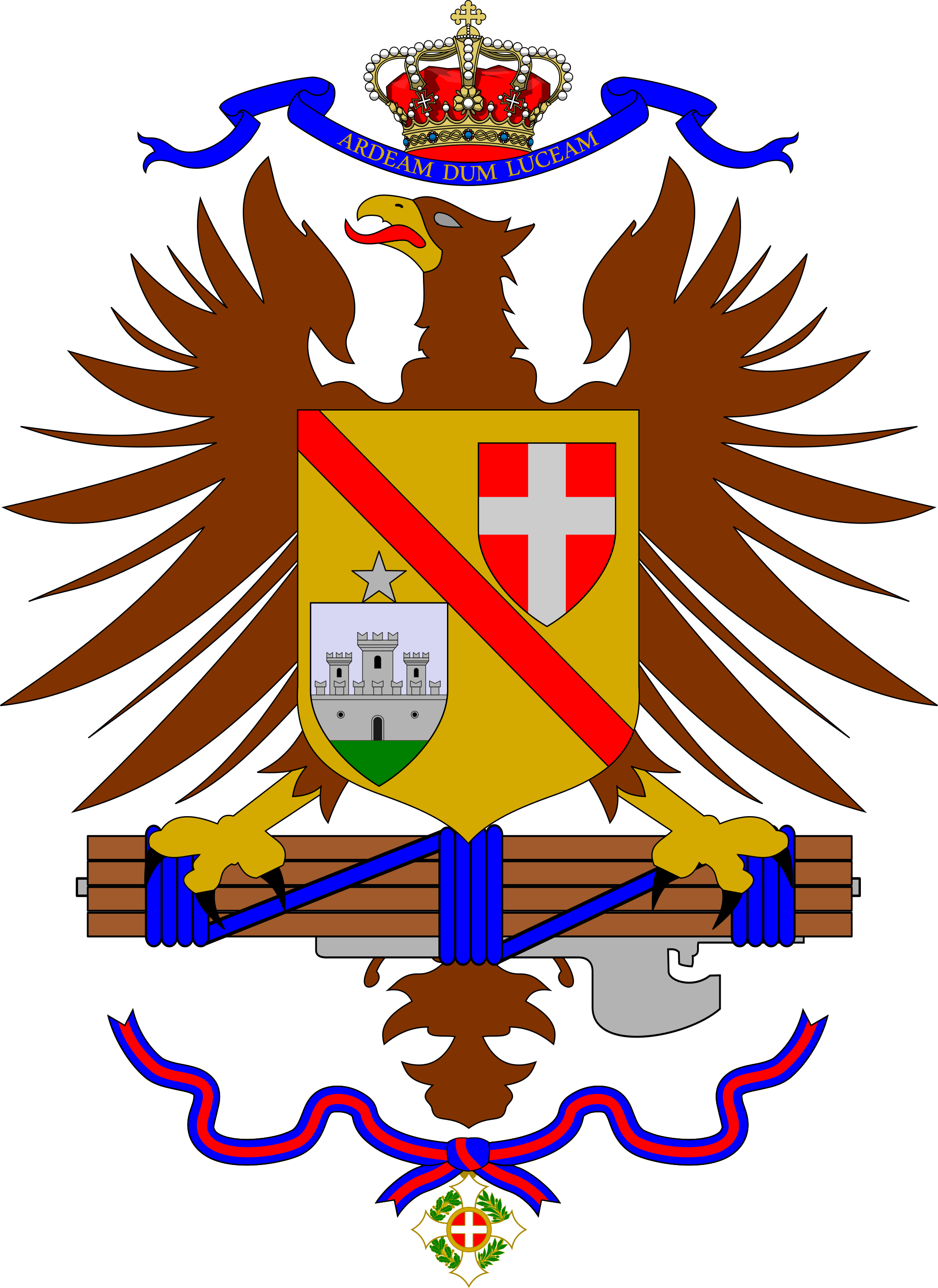
Escut del 27 Regiment d'Infanteria "Pavia", 1939

- 17a Divisió d'Infanteria "Pavia", a Ravenna[3][1]
  - 27è Regiment d'Infanteria "Pavia", a Cesena[4]
    - Companyia de comandament
    - 3x batallons de fusellers
    - Companyia d'Armes de Suport (canons de suport d'infanteria 65/17)
    - Companyia de morters (morters 81mm Mod. 35 mortars)

  - 28è Regiment d'Infanteria "Pavia", a Ravenna[5]
    - Companyia de comandament
    - 3x batallons de fusellers
    - Companyia d'Armes de Suport (canons de suport d'infanteria 65/17)
    - Companyia de morters (81mm Mod. 35 mortars)

  - 26 Regiment d'Artilleria "Pavia", a Ravenna 
    - Companyia de comandament
    - Grup I (obusos 100/17)
    - II Grup (obusos 100/17; creat el 1942)
    - III Grup (canons de camp 75/27)
    - IV Grup (canons de camp 75/27)
    - 77a bateria antiaèria (canons antiaeris 20/65 Mod. 35)
    - 432a bateria antiaèria (canons antiaeris 20/65 Mod. 35)
    - Unitat de Municions i Subministraments

  - LXIX Batalló de metralladores
  - XVII Batalló de Recanvis
  - XVII Batalló Mixt d'Enginyers
    - 17a Companyia d'Operadors de Telègrafs i Ràdio
    - 1x companyia d'enginyers
    - 1x Secció de reflectors

  - 34a companyia antitanc (canons antitanc 47/32)
  - 21a Secció Mèdica 
    - 66è Hospital de Campanya
    - 84è Hospital de Campanya
    - 1x Unitat Quirúrgica

  - Secció de Subministraments
  - 207a Secció de Transports
  - 679a Secció de Carabinieri
  - 71a Secció de Flequers
  - 54a Oficina de Correus de Camp

Les unitats següents es van unir a la divisió durant la campanya del desert occidental :
- V Batalló de Tancs "L"
- II Grup/ 24è Regiment d'Artilleria "Piemonte" (canons de camp 75/27)
- XLII Grup d'Artilleria (obusos 105/28)

## Oficials al comandament
Els comandants de la divisió van ser:
- Generale di Brigata Pietro Zaglio (24 de maig de 1939 - 20 d'abril de 1941)
- Generale di Brigata Umberto Marchesi (en funcions, 21 d'abril de 1941 - 17 de maig de 1941)
- Generale di Brigata Antonio Franceschini (18 de maig de 1941 - 23 de març de 1942)
- Generale di Brigata Dino Parri (en funcions, 24 de març de 1942 - 8 d'abril de 1942)
- Generale di Brigata Arturo Torriano (9 d'abril de 1942 - 20 de setembre de 1942)
- Generale di Brigata Nazzareno Scattaglia (21 de setembre de 1942 - 7 de novembre de 1942, presoner de guerra)